# Sangkum
Il Sangkum Reastr Niyum (in lingua khmer:សង្គមរាស្រ្តនិយម), alla lettera "Organizzazione dedita ai comuni cittadini" in khmer, di solito tradotto in "Comunità Socialista Popolare" e noto semplicemente come Sangkum, fu un'organizzazione politica creata nel 1955 dal principe Norodom Sihanouk di Cambogia.
Il Sangkum si definiva non un partito ma un "movimento politico": i membri dovevano rinunciare all'appartenenza a qualsiasi partito politico. In pochi mesi il Sangkum assorbì diversi partiti, eccetto il Partito Democratico, i comunisti del Krom Pracheachon ("Associazione dei Cittadini") e il minuscolo "Movimento del Popolo" di Son Ngoc Thanh, ormai in disgrazia. Nelle elezioni del settembre 1955 ebbe l'82% dei voti e guadagnò tutti i seggi dell'Assemblea nazionale.
Il Sangkum rimase al potere in Cambogia per i successivi 15 anni: il regime di Sihanouk durò fino al colpo di stato di Lon Nol nel 1970.

## Origini del movimento
Il Sangkum vide la luce dopo l'abdicazione volontaria che Sihanouk compì a favore del padre Norodom Suramarit il 2 marzo 1955.
Il movimento era basato su quattro piccoli partiti di destra filomonarchici, compreso il "Partito del Vittorioso Nord-Est" di Dap Chhuon (già leader del KNLC e della lotta contro i francesi alla fine degli anni quaranta) e il "Partito per il Rinnovamento Khmer" di Lon Nol. Sihanouk con la fondazione del Sangkum espanse questa base politica con l'intenzione di sconfiggere il pluralismo democratico e la sinistra alle elezioni del 1955, le prime dopo l'indipendenza. Malgrado l'antipolitica di facciata, il Sangkum in effetti funzionò da partito pro-Sihanouk e fu strettamente legato alla sua immagine personale di "padre dell'indipendenza". Alla vittoria schiacciante alle elezioni seguirono accuse di massicce frodi elettorali e di minacce verso il Partito Democratico e i comunisti del Krom Pracheachon. Lo stesso Sihanouk ammise implicitamente pochi anni dopo i brogli elettorali di cui il Sangkum fu subito accusato, definendo "rossi" o "rosa" rispetto al voto del 1955 alcuni distretti in cui effettivamente i comunisti erano ben radicati ma ufficialmente ottennero pochi voti o addirittura nessuno.

## Linea politica e caratteristiche
Malgrado si definisse "socialista", il Sangkum combinava elementi socialisti, conservatori, nazionalisti e finanche fascisti (in una forma populista), entro la cornice del buddhismo theravada. Una formulazione ufficiale del Sangkum era: «i nostri amministratori, soldati, studenti e uomini politici saranno socialisti per il benessere del popolo e monarchici per il prestigio e la coesione della nazione».
Una volta al potere, il Sangkum si mosse secondo principi definibili come "socialismo buddhista", un concetto piuttosto vago, in quanto mentre rivendicava di perseguire obiettivi progressisti e la fine dell'ingiustizia sociale si basava su religione e tradizione sociale estremamente conservative. Anziché porre fine alla proprietà privata, il "socialismo buddhista" incoraggiava il ricco a donare al povero per acquistare merito. Le figure pubbliche furono anche istruite ad essere pienamente responsabili nei confronti del popolo e trasparenti nei comportamenti, e furono incoraggiate a prendersi regolarmente delle pause in cui svolgere di persona lavori agricoli (Sihanouk si fece spesso fotografare mentre svolgeva tale genere di lavori durante le sue visite alle sedi di progetti di sviluppo).
In pratica la gestione dell'economia pubblica si sviluppò in una forma di "socialismo degli amici" (per analogia con il termine crony capitalism, cioè un'economia viziata dal favoritismo del potere pubblico nei confronti dell'imprenditoria ad esso legata da vincoli personali). Le imprese statali erano create e dirette da membri dell'elite del Sangkum, spesso con notevole profitto personale. Tra le imprese statali create dal Sangkum figura l'OROC, l'"Office Royale de Cooperation", che gestiva importazioni ed esportazioni di beni.
Nel 1957 Sihanouk diede vita ad una sezione giovanile del Sangkum, nota come JSRK (Jeunesse Socialiste Royale Khmere).

## Politiche interne del Sangkum
La tattica caratteristica di Sihanouk di criticare duramente gli oppositori in varie occasioni pubbliche per poi offrire loro delle cariche nel Sangkum, esortandoli a contribuire fattivamente alla società cambogiana, ebbe il duplice effetto di sopprimere il dissenso e integrare buona parte dell'opposizione nel regime. Sihanouk tentò di creare un'immagine della Cambogia come una sorta di Camelot del sud-est asiatico, un'oasi di pace e ordine sociale in una regione in subbuglio. In campo internazionale, fu adottata ufficialmente una politica di neutralità.
Durante il regime di Sihanouk, il Sangkum richiamò dentro di sé molte personalità politiche di destra e di centro, come pure elementi della sinistra, anche estrema, favorevoli a Sihanouk. Solo le frange più estreme e clandestine del Partito Comunista di Kampuchea (CPK) evitarono di collaborare con il regime. Diversi politici comunisti di spicco, come Hu Nim e Khieu Samphan, accettarono cariche all'interno del Sangkum nel tentativo di perseguire i propri obiettivi dall'interno del sistema. Nei primi anni sessanta, Samphan (che più tardi sarebbe diventato capo di stato durante il regime dei Khmer rossi) fu chiamato da Sihanouk a intraprendere una serie di riforme economiche pianificate sulla base di concetti espressi nella sua tesi di laurea.
Mentre il Partito Democratico, che nel panorama politico cambogiano rappresentava il progressismo moderato repubblicano, fu di fatto incorporato nel Sangkum nel 1957, molti repubblicani moderati evitarono semplicemente la politica attiva fino al periodo immediatamente successivo al 1970.
Oltre all'ala estremista dei comunisti, l'unico politico di rilievo che rimase estraneo al Sangkum fu il nazionalista di destra anti-monarchico Son Ngoc Thanh, le cui truppe irregolari inquadrate nel Khmer Serei si diedero alla resistenza armata, finanziate dalla Thailandia. Sihanouk etichettò i suoi oppositori di destra come i "Khmer Blu" per distinguerli da quelli di sinistra.
Ad ogni modo si ritiene che l'avvento del Sangkum, tra la fine degli anni cinquanta e gli inizi dei sessanta, fu caratterizzato da un livello di violenza politica e repressione dell'opposizione relativamente basso (per quanto il partito di sinistra Pracheachon fu oggetto di pesanti intimidazioni, essendo anche accusato di essere pro-Vietnam) e il paese sperimentò parallelamente una fase di indubbia stabilità politica. L'unica eccezione in questa prima fase fu nuovamente il Khmer Serei, che venne trattato con estrema durezza: Preap In, un attivista del Khmer Serai che tentò un negoziato con Sihanouk nel 1963, fu arrestato e condannato a morte. La sua esecuzione fu proiettata nei cinema di tutto il paese. Lo stesso trattamento fu riservato nel 1967 a un gruppo di leader (quantomeno presunti) del Khmer Serei: Chau Bory (in precedenza implicato nella oscura cospirazione del 1959 nota come "Bangkok Plot"), Chau Mathura e Sau Ngoy.

## Fine dell'era del Sangkum
Sihanouk fu creato Capo di Stato a vita nel 1963, ma dalla metà degli anni sessanta il regime iniziò ad evidenziare delle crepe. Le elezioni del 1966 si risolsero in una vittoria schiacciante per i candidati di destra. Sihanouk rispose creando un "contro-governo" composto di elementi di sinistra, compresi Hu Nim e Khieu Samphan, nel tentativo di bilanciare la forza dell'esecutivo di Lon Nol e prevenire la frattura tra le componenti opposte del regime.
L'aumento della repressione violenta delle sinistre, guidata da Lon Nol e dai militari a nome di Sihanouk, finì per alienare le residue simpatie comuniste, specialmente nella fazione più moderata e pro-Sihanouk che doveva una stretta alleanza al Vietnam e al Viet Minh. Le critiche rivolte pubblicamente da Sihanouk a coloro che definì sprezzantemente Khmer Viet Minh ebbe il pernicioso effetto di rafforzare la posizione della fazione estremista del CPK guidata da Pol Pot, anti-vietnamita ma anche anti-monarchica. L'escalation della guerra del Vietnam ebbe un effetto destabilizzante sulla Cambogia sia a livello politico che economico. Il Sangkum si ritrovò intrappolato in una lotta sempre più aspra con ciò che raffigurava come "elementi stranieri" del Viet Minh e del Pathet Lao che operavano in Cambogia. Parlando alla radio di Phnom Penh dopo la cattura di un gruppo di comunisti vietnamiti, Sihanouk disse «Li farò arrostire[...] con loro nutriremo gli avvoltoi».
Le maniere inusitatamente brutali adottate dal regime non solo contro i comunisti di provenienza straniera ma anche contro la sinistra khmer, specialmente dopo la rivolta contadina originatasi nel 1967 a Samlaut, nella provincia di Battambang (che si sospettò fortemente appoggiata dal CPK), costituirono il presagio della ferocia che avrebbe caratterizzato la successiva Guerra civile in Cambogia. I rapporti affermano che i comunisti catturati furono sommariamente uccisi, in alcuni casi furono sbudellati o gettati da rupi. I tre esponenti comunisti che avevano avuto incarichi governativi, Khieu Samphan, Hou Yuon e Hu Nim, si diedero alla macchia nel 1967-8. A quei tempi girava voce che fossero stati assassinati da elementi del Sangkum, tanto che quando riapparvero ufficialmente negli anni settanta furono chiamati "i tre fantasmi".

## Deposizione di Sihanouk
Alla fine Sihanouk, che si trovava all'estero, fu deposto con un colpo di stato iniziato nella notte del 17 marzo 1970 e guidato da Lon Nol e vari elementi di destra, quali In Tam, con l'appoggio del principe Sisowath Sirik Matak. Dopo il colpo di stato, i guerriglieri del Khmer Rumdo ("Liberazione Khmer"), armati ed addestrati dal Vietnam del Nord, si impegnarono nella resistenza armata a nome di Sihanouk contro i suoi ex-colleghi di governo. La tattica di Sihanouk di far causa comune con i ribelli comunisti khmer ebbe come risultato di richiamare un grande numero di reclute. Il Sangkum fu formalmente sciolto il 18 febbraio 1971.
Vari ex-appartenenti del Sangkum ai tempi del regime di Sihanouk finirono a formare il partito monarchico FUNCINPEC e la sua ala militare, il Sihanouk National Army (ANS), che detenne il controllo di ampie zone rurali della Cambogia durante gli anni ottanta.

## Valutazioni
Le opinioni sul movimento Sangkum sono fortemente contrastanti, così come per la figura di Sihanouk stesso. Molti commentatori, specialmente nella sinistra o tra gli oppositori di Sihanouk, hanno descritto il Sangkum come un movimento essenzialmente conservatore che cercò di mantenere il potere e lo status quo in Cambogia attraverso metodi autoritari. Altri invece hanno posto l'accento sull'aumento della partecipazione dei comuni cittadini alla vita politica che la democrazia cambogiana sperimentò in quel periodo e lo descrivono come un movimento politico pragmatico, il cui intento genuino fu sviluppare la Cambogia tramite "guida esperta e persuasione gentile".
Tra i cambogiani che vissero in quel periodo è ravvisabile una certa nostalgia per il Sangkum e la stabilità politica che seppe garantire nel periodo 1955-1965. Dopo gli accordi politici del 1991 e la restaurazione di Sihanouk come re nel 1993, alcuni partiti politici cambogiani hanno utilizzato il termine "Sangkum" nel loro nome per significare la loro associazione a quel periodo.